# Oecomys rex
Oecomys rex är en däggdjursart som beskrevs av Thomas 1910. Oecomys rex ingår i släktet Oecomys och familjen hamsterartade gnagare. IUCN kategoriserar arten globalt som livskraftig. Inga underarter finns listade i Catalogue of Life.
Denna gnagare förekommer i regionen Guyana fram till Amazonflodens delta. Habitatet utgörs av skogar och trädgårdar.